# Algrange
Algrange je francouzská obec v departementu Moselle v regionu Grand Est. V roce 2013 zde žilo 6 297 obyvatel. Je centrem kantonu Algrange.

## Poloha
Sousední obce jsou: Angevillers, Fontoy, Nilvange a Thionville.

## Vývoj počtu obyvatel
Počet obyvatel